# Овальбумін

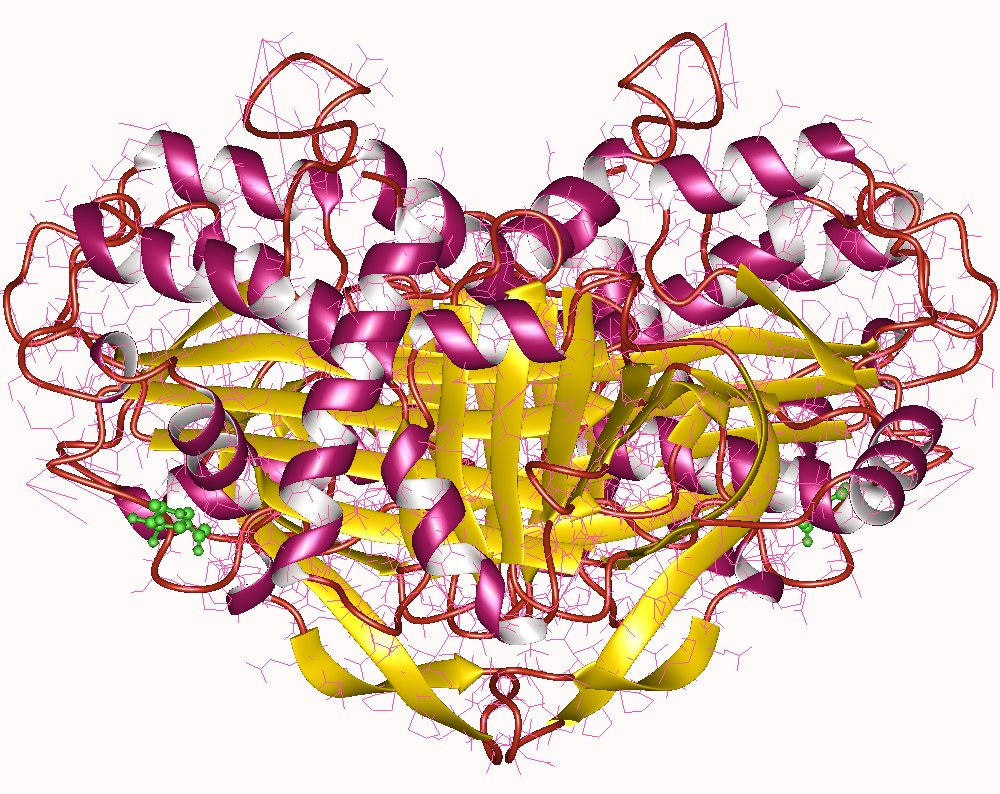
Овальбумін dimer, Gallus gallus.

Овальбумін (OVA) — головний білок яєчного білка, що становить 60-65 % його повної білкової маси. Належить до серпінового суперсімейства білків, хоча на відміну від більшості серпінів він не в змозі інгібіювати будь-які протеази. Функція овальбуміну невідома, хоча вважається, що він є виключно запасним білком.